# Červená hora (Hrubý Jeseník)
Červená hora (německy Rothe Berg, Bründlheide), 1333 m n. m., je vrchol v Keprnické hornatině části pohoří Hrubého Jeseníku. Leží na turistické trase z Červenohorského sedla přes Vozku, Keprník a Šerák do sedla Ramzová. Pod vrcholem je pramen Vřesová studánka, dříve zde stála kaplička Panny Marie sedmibolestné a turistická chata. Na vrcholu je malá hole a skalní výchozy s bohatou květenou. Východní svahy hory se nacházejí v Přírodní rezervaci Sněžná kotlina.

## Přístup
Červená hora je přístupná symbolicky po červené hřebenovce z Červenohorského sedla, ze které odbočuje vrcholová žlutá značka. Ta přechází vrcholovou část a na červenou značku se vrací zpět u rozcestí Sedlo pod Vřesovou studánkou. Vrchol je od Červenohorského sedla vzdálen 3 km směrem na SSV. Z opačné strany se dá na Červenou horu dojít od 5 km vzdáleného Keprníku.
Další možností je přístup přes zelenou značku z předvrcholu Točník.

## Potoky svahů Červené hory
| Červená hora  | Název potoka                                    | Povodí                           | Úmoří        |
| ------------- | ----------------------------------------------- | -------------------------------- | ------------ |
| Severní svah  | Rudohorský potok                                | Bělá (přítok Kladské Nisy), Odra | Baltské moře |
| Východní svah | Sněžný potok (přítok Černého potoka)            | Bělá (přítok Kladské Nisy), Odra | Baltské moře |
| Východní svah | Černý potok (přítok Červenohorského potoka)     | Bělá (přítok Kladské Nisy), Odra | Baltské moře |
| Východní svah | Páteční potok                                   | Bělá (přítok Kladské Nisy), Odra | Baltské moře |
| Východní svah | Hluboký potok (přítok Červenohorského potoka)   | Bělá (přítok Kladské Nisy), Odra | Baltské moře |
| Západní svah  | Bezejmenné potoky - přítoky potoka Hučivá Desná | Desná, Morava                    | Černé moře   |
| Jižní svah    | Divoký potok                                    | Desná, Morava                    | Černé moře   |
| Jižní svah    | Bezejmenné potoky - přítoky potoka Hučivá Desná | Desná, Morava                    | Černé moře   |